# سینما و ادبیات
سینما و ادبیات یا دوماهنامهٔ سینما و ادبیات دوماه‌نامه‌ای فرهنگی، ادبی و هنری از نشریات دوره‌ایِ ایران بود که به زبان فارسی منتشر می‌شد و به موضوع سینما و ادبیات می‌پرداخت.
نخستین شمارهٔ مجلهٔ سینما و ادبیات در ۳۱ شهریور ۱۳۸۳ منتشر شد. از آن تاریخ تا آخرین شمارهٔ این نشریه که در ۱۰ تیر ۱۳۹۹ منتشر شد ۷۸ شماره از این مجله انتشار یافت. با مرگ همایون خسروی دهکردی مدیرمسئول سینما و ادبیات فعالیت نشریه نیز به حالت تعلیق درآمد.

## عوامل
این ماهنامه به صاحب امتیازی و مدیر مسئولی همایون خسروی دهکردی و سردبیری نیلوفر نیاورانی در تهران منتشر می‌شد.

## تاریخچه
این مجله به سینما و ادبیات در کنار هم می‌پرداخت و شامل مقاله‌هایی در نقد و بررسی سینمای ایران و جهان بود.

## پرونده‌های ویژه
- سینمای اتحاد جماهیر شوروی
- سینمای آمریکا
- سینمای فرانسه
- کریستین مونجیو
- نوری بیلگه جیلان
- سینمای ایتالیا
- ژان لوک گدار
- سینمای کره جنوبی